# 恋のウォータールー
「恋のウォータールー」（原題: "Waterloo"）は、ABBAが1974年に発表した楽曲。同年のユーロビジョン・ソング・コンテストの優勝曲。本作品によりABBAは世界的に知られるグループとなった。

## 概要
「恋のウォータールー」は、1974年のメロディーフェスティバーレンにエントリーされた曲である。当初は「Ring Ring」がエントリーされる予定だったが、急遽「恋のウォータールー」に差し替えられ、メロディーフェスティバーレンで優勝。その後、イギリスで開催されたユーロビジョンの本大会で優勝した。
タイトルの「Waterloo」とはナポレオン・ボナパルトが敗れた「ワーテルローの戦い」のことである（歌詞が"My, my, at Waterloo Napoleon did surrender"で始まっており、ミュージックビデオの冒頭は、ナポレオンと思しき人物の胸像から始まっている）。
ABBAは、1973年にウィザードが発表した「シー・マイ・ベイビー・ジャイヴ」の影響を受けて本作品を作ったことをはっきりと認めている。
ビルボード（Billboard）誌では、1974年8月24日に週間ランキング最高位の第6位を獲得。ビルボード誌1974年年間ランキングは第61位。イギリスで1位を記録した。
元々、バラード系が多かったユーロビジョンでは、ロックテイストなこの曲が受けた。しかし、イギリスではこの曲以来、1年間ヒット曲が出なかった。理由は、ユーロビジョンのグループは一発屋という概念がイギリスでは定着しているからである。実際、ABBAも「ユーロビジョンの後の1年間、イギリスでは売れなかった」と語っている。
ローリング・ストーンが選ぶ「最も素晴らしいABBAの曲」のランキングでは10位に選ばれた。

## カバー
- バナナラマ - 1998年、『ユーロトラッシュ（英語版）』の番組用に録音。

## 音楽チャート
| チャート (1974)              | 最高順位 |
| ---------------------------- | -------- |
| Belgian Singles Chart (BRT)  | 1        |
| Belgian Singles Chart (Humo) | 1        |
| Finland Singles Chart        | 1        |
| German Singles Chart         | 1        |
| Irish Singles Chart          | 1        |
| Norwegian Singles Chart      | 1        |
| South African Singles Chart  | 1        |
| Swiss Singles Chart          | 1        |
| 全英シングルチャート         | 1        |
| Austrian Singles Chart       | 2        |
| Dutch Singles Chart          | 2        |
| Zimbabwe Singles Chart       | 2        |
| French Singles Chart         | 3        |
| New Zealand Singles Chart    | 3        |
| Spanish Singles Chart        | 3        |
| Swedish Singles Chart        | 3        |
| Australian Kent Music Report | 4        |
| U.S. Billboard Hot 100       | 6        |
| Italian Singles Chart        | 14       |